# Nemoura ovoidalis
Nemoura ovoidalis is een steenvlieg uit de familie beeksteenvliegen (Nemouridae). De wetenschappelijke naam van de soort is voor het eerst geldig gepubliceerd in 1965 door Kis.